# Casa Barelli
La casa Barelli est un bâtiment historique de la ville de Milan en Italie.

## Histoire
Le bâtiment, conçu par l'architecte Cesare Mazzocchi, est construit en 1907.

## Description
Le palais, qui se développe sur cinq niveaux, se situe sur le Corso Venezia (it) à une très courte distance de la Piazza San Babila (it). La façade, caractérisée d'une élevée asymétrie, présente des élégantes décorations Art nouveau et se distingue par des éléments en fer. Ce matériel domine dans les deux niveaux inférieurs en conférant un sens d'horizontalité, mais il se trouve aussi dans les piliers des fenêtres du deuxième et troisième étages et dans les balaustrades des balcons.